# Linjetjärnen, Härjedalen
Linjetjärnen är en sjö i Härjedalens kommun i Härjedalen och ingår i Dalälvens huvudavrinningsområde.